# Кайнарское
Кайна́рское (каз. Кайнар) — упразднённое село в Астраханском районе Акмолинской области Казахстана. Входило в состав Узункольского сельского округа. Код КАТО — 113657107.

## География
Село располагалось возле озера Баршын, в западной части района, на расстоянии примерно 38 километров (по прямой) к западу от административного центра района — села Астраханка, в 13 километрах к северо-западу от административного центра сельского округа — села Узунколь.
Абсолютная высота — 282 метров над уровнем моря.
Ближайшие населённые пункты: село Алгабас — на востоке, село Узунколь — на юго-востоке.

## История
В 1989 году село являлось административным центром Кайнарского сельсовета, куда помимо села Кайнарское, входил ещё один населённый пункт — Луговое.
В периоде 1991—1998 годов:
- сельсовет был преобразован в сельский округ;
- село Каратубек из Колутонского сельского округа — было передано в административное подчинение к Кайнарскому сельскому округу.

Постановлением акимата Акмолинской области от 17 июня 2009 года № а-7/264 и решением Акмолинского областного маслихата от 17 июня 2009 года № 4С-15-9 «Об упразднении и преобразовании некоторых населенных пунктов и сельских округов Акмолинской области по Атбасарскому, Астраханскому и Енбекшильдерскому районам» (зарегистрированное Департаментом юстиции Акмолинской области 24 июля 2009 года № 3327):
- сёла Каратубек, Луговое были отнесены в категорию иных поселений и исключёны из учётных данных;
- поселения упразднённых населённых пунктов — вошли в состав села Кайнарское;
- Кайнарский сельский округ был упразднён и исключён из учётных данных как самостоятельная административно-территориальная единица;
- Узункольский сельский округ был преобразован с включением в его состав — села Кайнарское и территорию упразднённого Кайнарского сельского округа.

Постановлением акимата Акмолинской области от 26 сентября 2014 года № А-9/472 и решением Акмолинского областного маслихата от 26 сентября 2014 года № 5С-30-8 «О переводе в категорию иных поселений села Кайнарское Астраханского района Акмолинской области» (зарегистрированное Департаментом юстиции Акмолинской области 5 ноября 2014 года № 4434):
- село Кайнарское — было переведено в категорию иных поселений и исключено из учётных данных;
- поселение упразднённого населённого пункта — вошло в состав села Узунколь (административного центра сельского округа).

## Население
В 1989 году население села составляло 996 человек (из них казахи — 49 %, русские — 25 %).
В 1999 году население села составляло 197 человек (100 мужчин и 97 женщин). По данным переписи 2009 года, в селе проживало 39 человек (22 мужчины и 17 женщин).
| Численность населения | Численность населения | Численность населения |
| 1989                  | 1999                  | 2009                  |
| --------------------- | --------------------- | --------------------- |
| 996                   | ↘197                  | ↘39                   |